# جيمس ووكر روس
جيمس ووكر روس هو سياسي كندي، ولد في 18 مارس 1885، وتوفي في 16 يناير 1941. حزبياً، نشط في حزب كيبيك الليبرالي. وقد انتخب عضو الجمعية الوطنية في كيبك ‏.